# Битва при Лалакаоне
Битва при Лалакаоне (греч. Μάχη τοῦ Λαλακάοντος) или Битва при Посоне (или Порсоне) (греч. Μάχη τοῦ Πό(ρ)σωνος) — сражение 3 сентября 863 года между войсками Византийской империи и арабской армией в феме Пафлагония (север современной Турции). Византийцев возглавлял Петрона, дядя императора Михаила III (правил в 842—867 годах) (некоторые арабские источники сообщают о личном присутствии этого правителя), в то время как арабов — эмир Мелитены Умар аль-Акта (правил с 830-х годов по 863 год).
Умару удалось сломить сопротивление византийцев и добраться до побережья Чёрного моря. Однако затем империя мобилизовала свои силы и окружила арабов у реки Лалакаон. Дальнейшая битва окончилась победой византийцев и гибелью эмира на поле боя, а также дальнейшим успешным контрнаступлением империи через границу. Победа убедительно доказала ликвидацию основных угроз на границе Византии и начало её господства на востоке, существовавшее и в X веке.
Избавление от арабской угрозы на востоке позволило имперскому правительству сосредоточиться на Европе и на соседней Болгарии, чьё население в итоге приняло православие и вошло в византийское культурное пространство.

## Предыстория: пограничные арабо-византийские войны

Арабо-византийская граница и основные крепости на юго-востоке Малой Азии

По итогам мусульманских завоеваний VII века, границами Византийской империи стали Малая Азия, южная часть Балканского полуострова и часть Италии. С сохранением арабского халифата в качестве главного соперника, набеги в Малую Азию продолжались в VIII и IX веках. С течением времени экспедиции из арабской пограничной зоны стали проводиться ежегодно, получив квази-религиозный статус как часть джихада (священной войны против неверных).
В этот период Византия в основном оборонялась  и пережила ряд тяжёлых поражений вроде взятия Амория, родины правящей императорской династии в 838 году. Однако с началом ослабления Абассидского халифата после 842 года и возникновения полунезависимых эмиратов на восточной имперской границе, византийцы получили больше возможностей для собственной защиты.
В 850-х годах основными противниками Византии на востоке были эмират Мелитены (Малатья) Умара аль-Акты, эмират Тарса Али ибн Яхьи («Али Армянина»), эмират Каликалы (Феодосиополь, современный Эрзурум) и павликиане Тефрики Карвеаса. Главной угрозой благодаря своему географическому положению являлась Мелитена: расположение в западной части горного хребта Антитавр открывало доступ к Анатолийскому плато. В 860-х годах вышеуказанные государства активизировались: Умар, Али и Карвеас проводили успешные рейды в глубь Малой Азии, а морские атаки из Сирии подвергали грабежам византийскую морскую базу в Анталье.

## Арабское вторжение 863 года

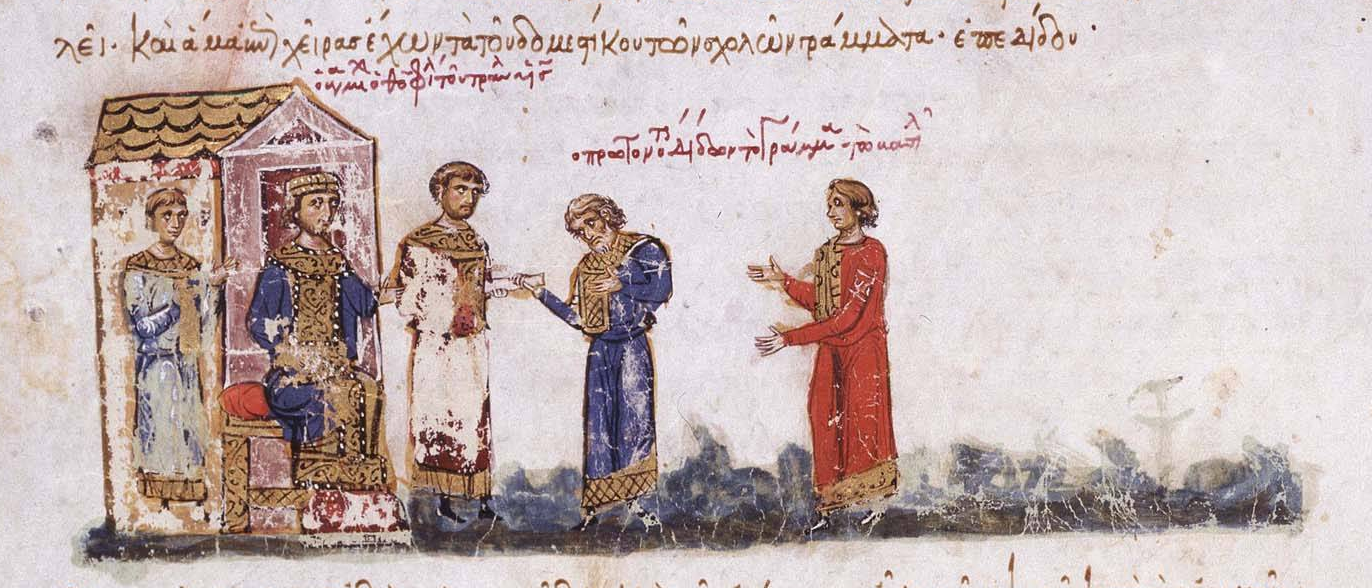
Михаил III принимает послание. Миниатюра из «Истории» Иоанна Скилицы

Летом 863 года Умар объединил свои силы с абассидским генералом Джафаром ибн Динаром ал-Хайатом (возможным губернатором Тарса) для успешного набега в Каппадокию. Пройдя через Киликийские врата на территорию империи, арабы начали грабежи вплоть до прибытия к городу Тьяна. Здесь контингенты из Тарса отправились домой, но Умар уговорил Джафара продолжить путь в Малую Азию. Эмир имел при себе большую часть войска, численность которого неизвестна: исламский историк Якуби писал о 8000 солдат, византийские хронисты Иосиф Генезий и Продолжатель Феофана — о 40 000. Византинист Джон Хэлдон оценивал общий размер арабского войска в 15 000—20 000. Вполне вероятно, что павликиане под начальством Карвеаса также участвовали в военных действиях.
Император Михаил III собрал армию для противостояния захватчикам, битва состоялась в месте Марж аль-Ускуф («Епископский луг»), по версии арабских хронистов бывшем возвышенностью около Малакопии, к северу от Назинза. В ходе кровавого боя обе стороны понесли серьёзные потери; персидский историк Ибн Джарир ат-Табари сообщает о тысяче выживших из всего отряда Умара. Тем не менее, арабы смогли сбежать от византийцев и продолжить рейд на север через фeму Армениак, достигнув Чёрного моря и разграбив портовый город Амис. Византийские историки сообщают, что разгневанный из-за ненастья на море, мешающему его дальнейшему передвижению, Умар во гневе приказал исхлестать водную поверхность плетьми (подобный приём уже был во времена греко-персидских войн царём Ксерксом I).

## Битва
Узнав о падении Амиса, Михаил приказал собрать крупные силы (по оценке аль-Табари — 50 000 человек) под руководством своего дяди и доместика схол Петрону и стратига фемы Букелларии Насара. Аль-Табари сообщает о личном командовании императора собранным войском, чего не подтверждают византийские хронисты. Такое несовпадение данных из арабских и греческих источников может объясняться негативным отношением к этому императору во времена македонской династии, при которой о его заслугах умалчивалось. Против арабов были сформированы и выдвинуты три независимые армии: с севера — силы черноморских фем Армениак, Букелларии, Колонея и Пафлагония; с юга — отряды из фем Анатолик, Опсикий и Каппадокия, а также клисур Селевкии и Харсиана; с запада шёл с отрядами из Македонской, Фракийской и Фракисийской фем вместе со столичными тагматами.
Хотя координация между этими силами была не простой, византийцы смогли 2 сентября окружить армию Умара у местечка Посон (Πόσων) или Порсон (Πόρσων) около реки Лалакаон. Точное местоположение реки и поля битвы не установлено, но большая часть учёных считает местом боя местность у реки Галис в 130 км от Амиса. С прибытием византийских армий единственный путь для арабов проходил через стратегически важный холм, бои за который ночью окончились победой империи. На следующий день Умар решил прорвать окружение, атаковав Петрону. Западная армия выдержала натиск, что дало возможность двум другим флангам атаковать незащищённый фланги и тыл арабского войска. Большая часть эмирского войска и сам правитель были убиты на поле боя. Хотя участие в битве Карвеаса не известно, он мог получить в ней раны, от которых и скончался в этом году.
Только сын эмира с небольшой частью войска бежал на юг к границе Харсиана. Однако они были захвачены клейсурархом этой фемы Махерасом.

## Последствия

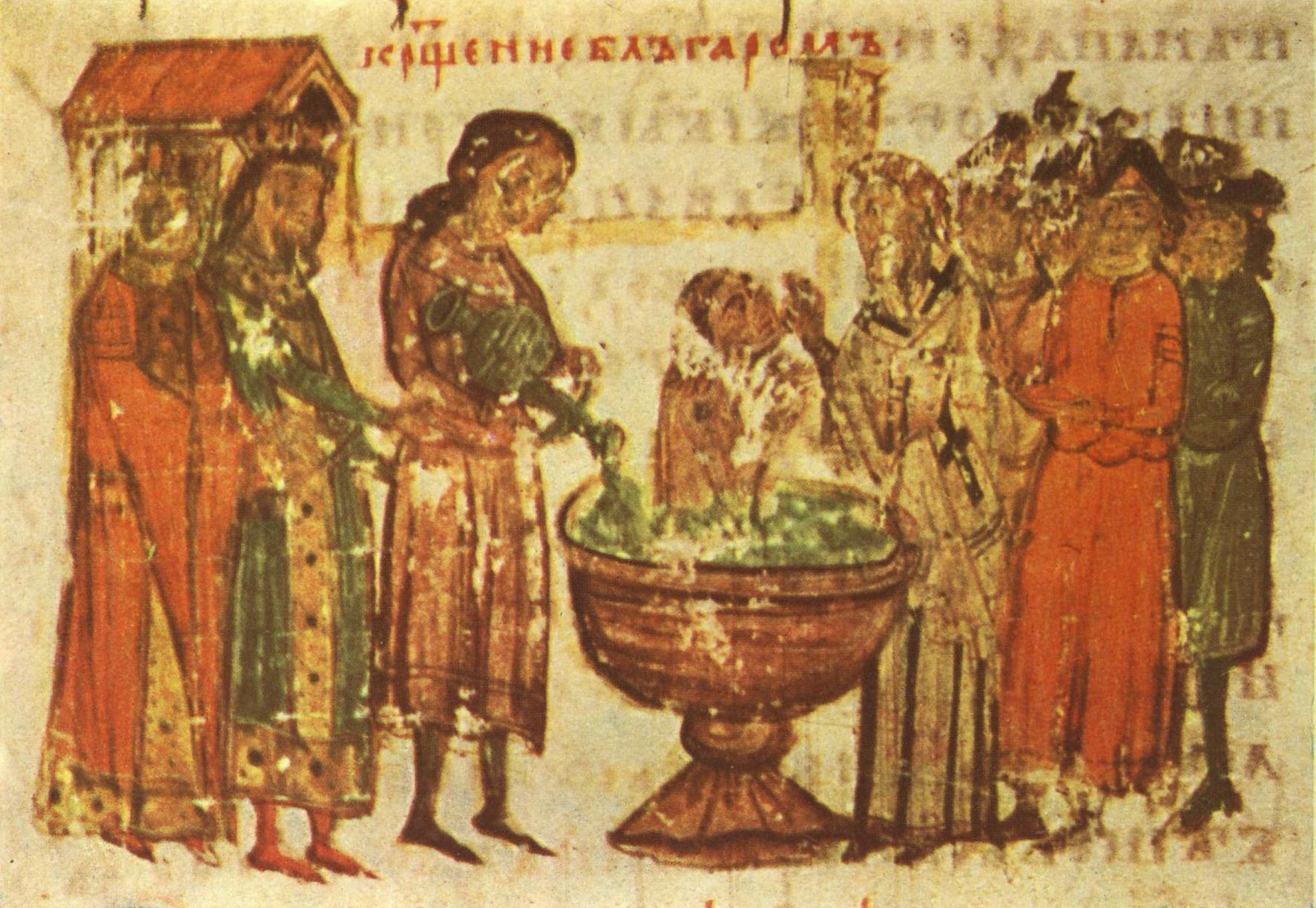
Иллюстрация принятия православия болгарами из Хроники Константина Манассия.

Византийцы решили воспользоваться своей победой, вторгнувшись в пределы армянского эмирата и в октябре-ноябре разгромили и убили Али ибн Яхью. Таким образом, империя в рамках одной военной кампании смогла избавиться от трёх опаснейших противников на восточных рубежах. Битва при Лалакаоне навсегда разрушила мощь Мелитены, изменив баланс сил в регионе и заложив основу векового византийского наступления на восток.
Важность победы была отмечена ещё в то время: византийцы считали её местью за разрушение Амория 25-летней давности, победоносные полководцы были удостоены триумфального въезда в Константинополь, проводились специальные богослужения и торжества. Петрона получил высокий титул магистра, а клисура Харсиан была преобразована в фему. Согласно ат-Табари, новости о смерти Умара и Али — «сильных защитников ислама, людей великого мужества…» вызвали большое горе в Багдаде и других городах. вылившееся в беспорядки и мародёрство. Несмотря на частные пожертвования и стягивание добровольцев для участие в священной войне к границе, «центральные власти [не были] готовы отправить военную силу против византийцев за свой счёт в те дни» из-за беспорядков в халифате.
Избавление от угроз со стороны арабов и рост общественных настроений позволили государству обратить взор на запад, где болгарский царь Борис I (правил в 852—889 годах) вёл переговоры с папой римским и Людовиком II (правил в 817—876 годах) о возможном крещении своего народа в христианство. Возможное расширение влияния Рима было неприемлемо для Византии. В 864 году победоносные восточные армии вторглись в Болгарию для демонстрации военной мощи империи, из-за чего Борис согласился принять миссионеров. Царь был крещён и получил имя Михаил в честь императора, положив начало крещению Болгарии и вхождению в византийское культурное пространство.
Согласно французскому византивисту Анри Грегуару, успехи Византии в борьбе с арабами, кульминацией которых стала победа в битве при Лалакаоне, инспирировали создание одной из старейших и сохранившихся акритской (героической) поэмы «О сыне Армуриса». По мнению историка, главный герой — молодой византийский воин Армурис, был вдохновлён образом Михаила III. Битва в византийском эпической поэме Дигенис Акрит сильно перекликается с Лалакаоном, так как герой окружает арабскую армию у Малакопии. Сильное влияние битвы можно найти в эпизодах арабских и турецких эпических циклах Баттал Гази и Тысяча и одна ночь.